# Fitogeografia
La Fitogeografia (o geografia vegetale) è lo studio della distribuzione geografica delle piante e delle loro comunità, ricercandone le cause soprattutto climatiche e le condizioni paleogeografiche che ne hanno determinato l'attuale collocazione. Si divide in Fitogeografia floristica e Fitogeografia vegetazionale.
La prima si occupa della distribuzione delle specie (o generi e famiglie) e delle differenze/somiglianze di flora tra ambiti spaziali di varia dimensione, territori più o meno ampi, regioni, continenti. Per flora si intende l'elenco sistematico delle specie che si riscontrano nell'ambito spaziale di studio, elenco che eventualmente può essere ripartito per ampie categorie ambientali definite in base ai tratti salineti della orografia, idrografia e vegetazione (esempi: flora montana, flora lacustre, flora forestale, ecc.). Sono produzioni della Fitogeografia floristica gli areali delle specie, i gruppi corologici, i regni e le regioni floristiche rappresentati su planisferi.
La Fitogeografia vegetazionale studia le grandi zone di vegetazione della Terra, individuate sulla base della fisionomia delle formazioni vegetali naturali evolute (spesso relittuali) e con l'aiuto dei dati climatologici per le necessarie interpolazioni cartografiche. Anche in questo caso si producono carte a livello continentale o planetario. Sono esempi di formazioni vegetali la foresta pluviale tropicale, le foreste di latifoglie e foreste miste temperate, le foreste di conifere temperate o taiga, le praterie, savane e macchie temperate, le praterie e savane inondabili, ecc.

## Storia
Humboldt, Alexander von, naturalista, geografo e viaggiatore tedesco (Berlino 1769 - 1859) è considerato il fondatore della fitogeografia, lasciando tuttavia notevoli impronte in ogni branca delle scienze naturali; Si ricordano inoltre i contributi del naturalista, ed esploratore francese  Bonpland, Aimé Jacques Alexandre (La Rochelle, 1773 - Restauraciòn 1858).